# Cuaespinós gorjablanc
El cuaespinós gorjablanc (Synallaxis albigularis) és una espècie d'ocell de la família dels furnàrids (Furnariidae).

## Hàbitat i distribució
Viu a la vegetació d'illes fluvials i vegetació secundària de les terres baixes, per l'est dels Andes, de l'est de Colòmbia, est d'Equador, est de Perú i oest del Brasil.